# La belva dell'autostrada
La belva dell'autostrada (The Hitch-Hiker) è un film del 1953 diretto da Ida Lupino.

## Trama
Il film viene introdotto da una didascalia: «Questa è la storia vera di un uomo, una pistola e una macchina. La pistola apparteneva all'uomo, la macchina invece avrebbe potuto essere la vostra».
I due amici Gilbert e Roy decidono di andare a pesca a San Felipe nel Golfo di California e, lungo la strada, danno un passaggio a un autostoppista la cui auto è apparentemente fuori uso. Presto scoprono che il passeggero è Emmett Myers, uno psicopatico omicida evaso dal penitenziario che intende fuggire verso il Messico per evitare la cattura. Sotto la minaccia armata del bandito, i due sono costretti a viaggiare verso il confine, mentre le notizie alla radio gli permettono di seguire lo svolgersi delle ricerche e di evitare i posti di blocco facendo attraversare ai due strade quasi impraticabili. Quando il notiziario rivela che Myers potrebbe aver sequestrato i due amici, questi decide di disfarsi di loro e proseguire il viaggio per proprio conto, ma poco dopo la radio smentisce la notizia: la polizia è convinta che Gilbert e Roy siano morti perché coinvolti in un incidente e annuncia che le ricerche si sposteranno in un altro punto. In realtà questo annuncio è un trucco, ma Myers abbocca e lascia in vita le due vittime. Alla fine il bandito è catturato e i due amici sono salvi.

## Produzione
Tra i più di trecento film noir americani prodotti tra la metà degli anni '40 e la fine degli anni '50, La belva dell'autostrada fu l'unico diretto da una donna. Nonostante il suo talento, a Hollywood venne osteggiata per le sue idee progressiste e perché da donna esercitava una professione allora destinata solo agli uomini. Per tali motivi, al film venne destinato un budget limitato e con pochi mezzi tecnici, pertanto la regista fu costretta a utilizzare scenari naturali per le riprese.
Il film si ispira ad un evento realmente accaduto in California nei primi anni '50. Un uomo di nome Billy Cook assassinò una famiglia di cinque persone, di cui tre minori. Nella sua fuga dapprima uccise un'altra persona, poi sequestrò due cacciatori trascinandoli sin oltre il confine con il Messico, con l'intenzione di assassinarli; catturato dalla polizia messicana e poi estradato negli Stati Uniti, fu processato e condannato alla pena capitale tramite camera a gas; l'esecuzione avvenne nel carcere di San Quintino il 12 dicembre 1952.
Ida Lupino fu molto ossessionata dalla vicenda, tanto da voler andare a incontrare i parenti di tutte le vittime. Il copione risulta della stessa Lupino e di suo marito (all'epoca) Collier Young, anche produttore, ma in realtà fu scritto da Daniel Mainwaring, che non poté essere accreditato perché sospettato di attività antiamericane.
Le riprese avvennero in California, presso Alabama Hills (Lone Pine) e Big Pine.

## Distribuzione

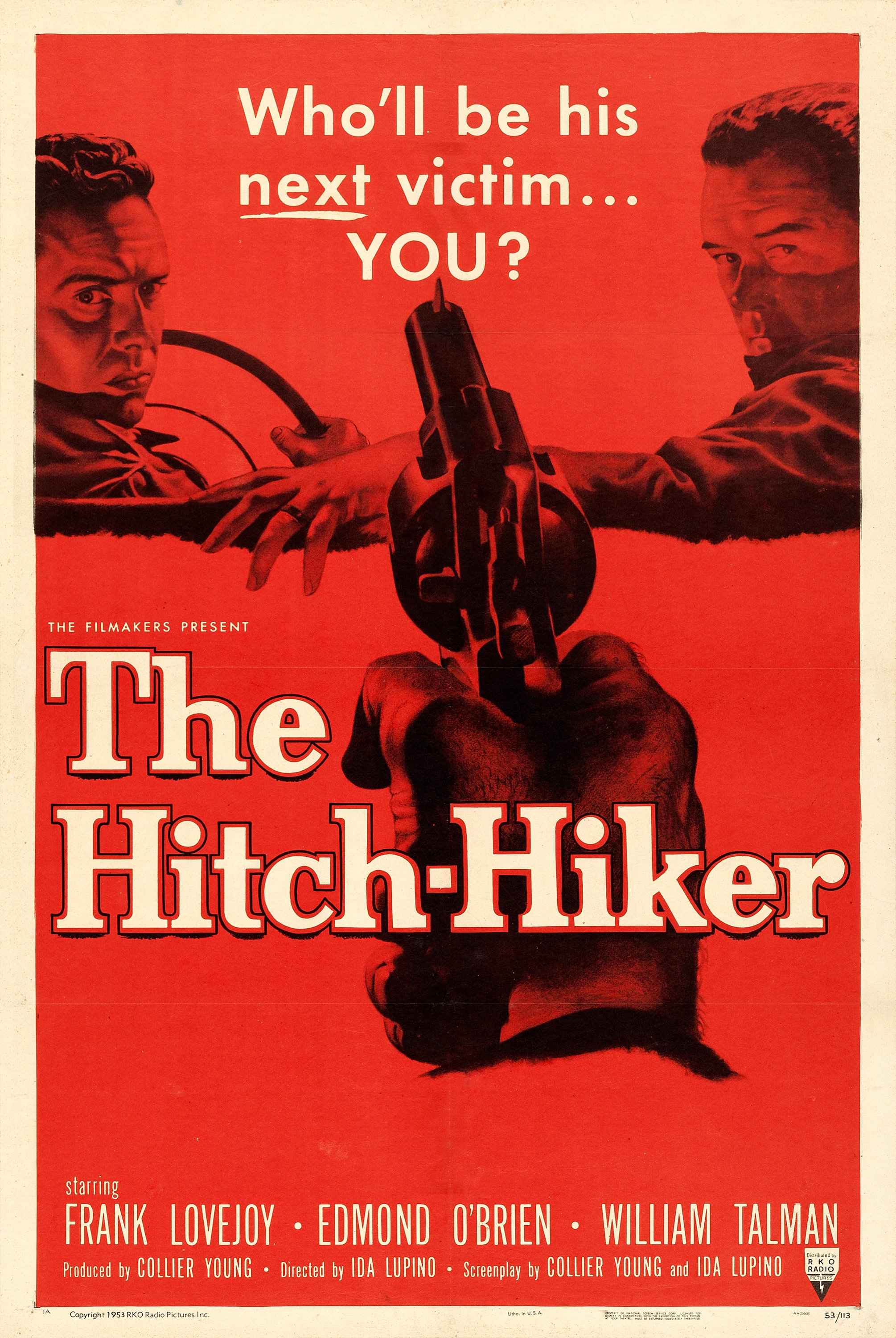
Locandina statunitense del film

La prima del film avvenne a Boston il 20 marzo 1953; la pellicola venne distribuita nelle sale cinematografiche statunitensi il giorno successivo. In Italia uscì il 29 aprile 1953.
Il fallimento del titolare dei diritti d'autore della pellicola ha provocato la sua caduta nel dominio pubblico; la libera autorizzazione della sua realizzazione su supporti home-video ha provocato negli anni la sua disponibilità sul mercato in versioni modificate o di scarsa qualità.